# Bonfield (Ontario)
Bonfield to gmina (ang. township) w Kanadzie, w prowincji Ontario, w dystrykcie Nipissing.
Powierzchnia Bonfield to 205,75 km².
Według danych spisu powszechnego z roku 2001 Bonfield liczy 2064 mieszkańców (10,03 os./km²).